# Begimay Karybekova

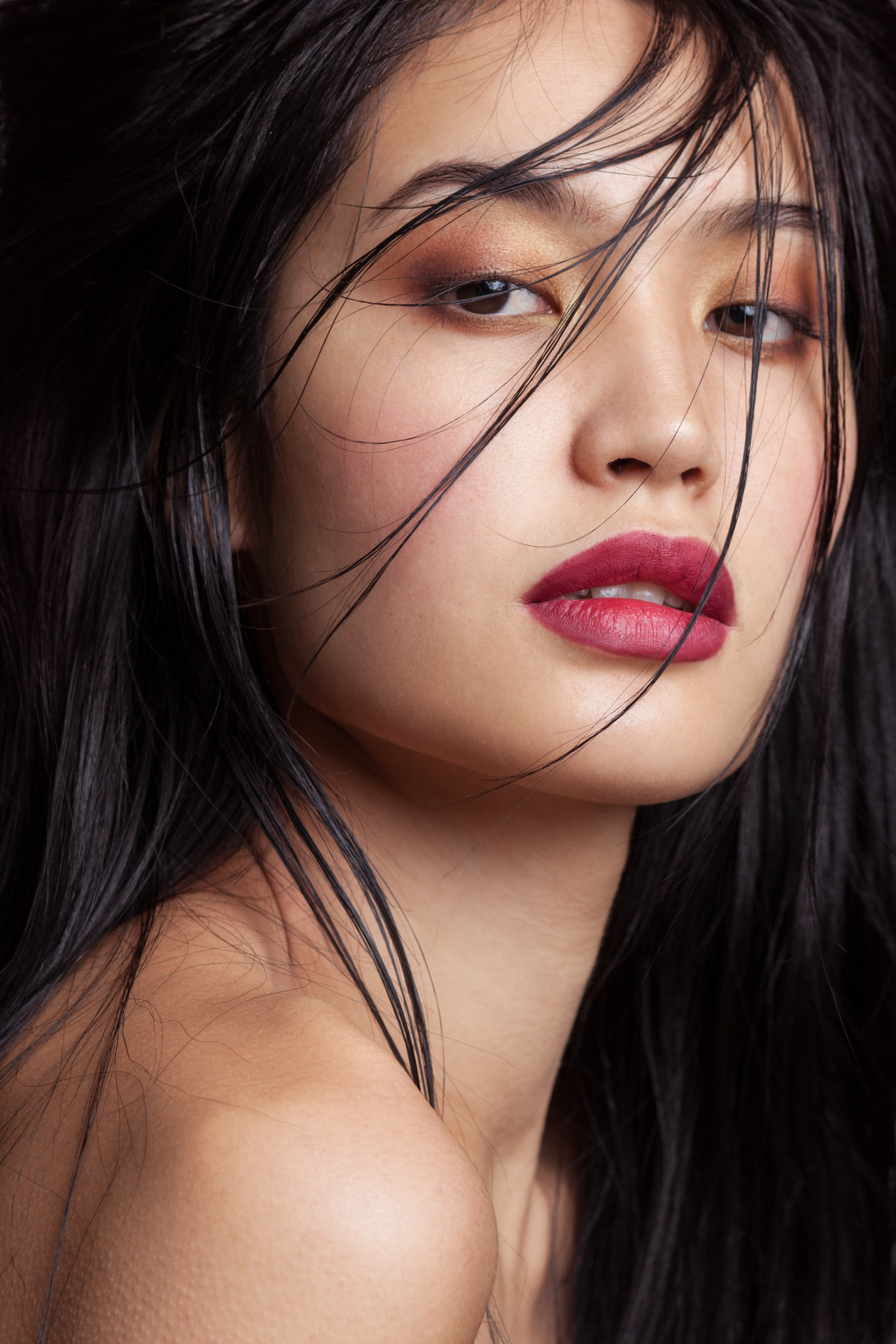
Begimay Karybekova em 2019.

Begimai Karybekova (em quirguiz: Бегимай Карыбекова; em russo: Бегимай Карыбекова; Naryn, 3 de setembro de 1998) é uma modelo quirguiz e titular de concurso de beleza que foi coroada Miss Quirguistão em 2017. Ela representou o Quirguistão no Miss Universo 2018, tornando-se a primeira mulher do país a competir no Miss Universo.

## Biografia
Begimay Karybekova nasceu em Naryn, no Quirguistão. Ela estudou na Universidade Internacional do Quirguistão, em Bisqueque, também trabalhando como modelo. Begimay Karybekova representou o Quirguistão no Miss Intercontinental 2016 e Top Model of the World, onde se classificou entre os sete primeiros na última competição. Em 2017, ela foi coroada Miss Quirguistão 2017 e teve a oportunidade de representar seu país no Miss Mundo 2017. No entanto, ela foi forçada a se retirar da competição devido a problemas para obter um visto chinês. Posteriormente, ela recebeu o direito de representar o Quirguistão no Miss Universo 2018 em Bangkok, na Tailândia, onde ela se tornou a primeira participante do Quirguistão na competição.